# Love So Sweet
«Love so sweet» es el decimoctavo sencillo de la banda japonesa Arashi.
El sencillo debutó en el número 1 en la Oricon Chart.
Este sencillo fue el tema principal de la novela de drama Hana Yori Dango 2 donde Jun Matsumoto actuó como Tsukasa Domyoji.

## Información del sencillo

### "Love So Sweet"
Usado como tema principal de la novela de drama Hana Yori Dango 2 donde Jun Matsumoto actuó como Tsukasa Domyoji.
- Letras: Spin
- Compuesto por: Youth Case
- Arreglado por: Mugen

### "Itsumademo"
- Letras: Spin
- Letras del Rap: Shō Sakurai
- Compuesto por: Shinya Tada
- Arreglado por: Ha-j

### "Fight Song"
- Letras: Arashi
- Compuesto: Kazunari Ninomiya
- Arreglado: Gin Kitagawa
- Usado como imagen para el programa del grupo, G no Arashi.

## Lista de pistas
- Edición Normal Lista de pistas

| Pista # | Título de pista                               | Duración |
| ------- | --------------------------------------------- | -------- |
| 1       | "Love So Sweet"                               | 4:51     |
| 2       | "Itsumademo" ("いつまでも")                   | 5:01     |
| 3       | "Love So Sweet" (Karaoke)                     | 4:51     |
| 4       | "Itsumademo" (Karaoke) ("いつまでも"カラオケ) | 5:01     |

- Edición Limitada Lista de pistas

| Pista # | Título de pistas                | Duración |
| ------- | ------------------------------- | -------- |
| 1       | "Love So Sweet"                 | 4:51     |
| 2       | "Itsumademo" ("いつまでも")     | 5:01     |
| 3       | "Fight Song" ("ファイトソング") | 3:25     |

### Oricon sales chart (Japón)
| Lanzamiento           | Lista                        | Posición máxima | Índice total de ventas |
| --------------------- | ---------------------------- | --------------- | ---------------------- |
| 21 de febrero de 2007 | Oricon Daily Singles Chart   | 1               |                        |
| 28 de febrero de 2007 | Oricon Weekly Singles Chart  | 1               | 204 493                |
| Marzo de 2007         | Oricon Monthly Singles Chart | 2               | 368 183                |
| 2007                  | Oricon Yearly Singles Chart  | 4               | 429 832                |

Últimas ventas totales reportadas: 455 621

(Hasta el 25 de mayo de 2009)